# Hà Tĩnh (provincie)
Ha Tinh (Hà Tĩnh, uitspraak: [hɐː21 tḭɲ35] is een provincie van Vietnam.

## Districten
- Hong Linh (stad)
- Huong Son, Duc Tho, Nghi Xuan, Can Loc, Huong Khe, Thach Ha, Cam Xuyen, Ky Anh en Vu Quang